# Царевская (Вологодская область)
Царевская — деревня в Харовском районе Вологодской области.
Входит в состав Ильинского сельского поселения, с точки зрения административно-территориального деления — в Ильинский сельсовет.
Ближайшие населённые пункты — Спасская, Борисиха, Могиленская.
По данным переписи в 2002 году постоянного населения не было.